# 옥류전시관
옥류전시관(玉流展示館)은 조선민주주의인민공화국 평양시에 위치한 전시관이다.
매년 '김정일화 축전'이 열리는 곳으로 본래 명칭은 김일성화김정일화전시관이었지만 2020년에 현재의 명칭으로 변경되었다.